# Делаланд, Пьер-Антуан
Пьер-Антуан Делаланд (27 марта 1787 — 27 июня 1823) — французский натуралист и исследователь.

## Биография
Национальный музей естественной истории нанял его для сбора образцов биологических видов. В 1816 году в этих целях он совершил путешествие в Бразилию.
В 1818 году он отправился в Южную Африку, взяв с собой племянника, которому в то время было около 12 лет. Они путешествовали три года и в 1821 году вернулись, привезя с собой огромную коллекцию из 131 405 образцов (преимущественно, растений, но также животных, птиц, рептилий и пр). Также в Европу были доставлены черепа и скелеты людей с кладбища Кейптауна и погибших в битве между британцами и туземцами в 1819 году.
В честь Делаланда были названы бабочка Papilio delalandei, птицы Corythopis delalandi, Coua delalandei и Stephanoxis lalandi ;, лягушка Tomopterna delalandii ; ящерицы, Chioninia delalandii, Nucras lalandii и Tarentola delalandii ; и слепая змея Rhinotyphlops lalandei.